# Târzii
Târzii es una localidad rumana de la comuna de Oltenești, en el condado de Vaslui.

## Toponimia
El nombre del lugar puede encontrarse escrito con las grafías Tîrzii y Târzii.

## Historia
Hacia finales del siglo XIX, la localidad, que ya por entonces pertenecía al condado de Vaslui, formaba parte de la antigua comuna homónima de Tîrzii y tenía contabilizada una población de 404 habitantes.
En la segunda mitad del siglo XX había pasado a formar parte de la comuna de Oltenești. En el censo de 2021 la localidad tenía una población de 865 habitantes.